# Szeszonk V
Szeszonk V – faraon, władca starożytnego Egiptu z XXII dynastii libijskiej, prawdopodobnie panował w latach 773–736 p.n.e. (datowanie Aidana Dodsona z 2012 roku).
Ośrodkiem jego władzy było Tanis. Był synem Pimaja. Mówi o tym stela roku 11. jego panowania, z Serapeum w Sakkarze. W czasie jego panowania odbyły się dwa pogrzeby świętych byków Apisów; jeden w 11 roku, drugi w 37. roku. Szeszonk V panował prawdopodobnie 38 lat. Prawdopodobnie to jego 38 rok panowania wspomina stela z Buto, wystawiona przez Tefnachta, władcę Sais. Tekst mówi: „38. rok panowania Jego Wysokości, Króla Górnego i Dolnego Egiptu, Pana Obu Krajów,.......,Syna Re,........”. Wraz ze śmiercią Szeszonka V nastąpił dalszy podział Delty na niewielkie księstwa i strefy wpływów. Szczególnie wzrosło znaczenie władcy Sais – Tefnachta. Być może to Tefnacht zdetronizował Szeszonka, lub, według innych ocen, dokonał tego Osorkon III.
W czasie panowania Szeszonka w Tebach władzę wielkiego kapłana Amona sprawował Takelot, a w Memfis władzę kapłana w świątyni Ptaha sprawował Harsiese.
W różnych częściach Egiptu władzę sprawowali:
- Osorkon III – w Leontopolis i Tebach. Pod koniec panowania wraz z synem Takelotem III.
- Takelot III – w Leontopolis i Tebach.
- jego następca – Rudżamon wraz z Iuputem II – w Leontopolis.
- Tefnacht – w Sais.
- Pianchi – w Napacie, później w Tebaidzie oraz w części Środkowego i Dolnego Egiptu.

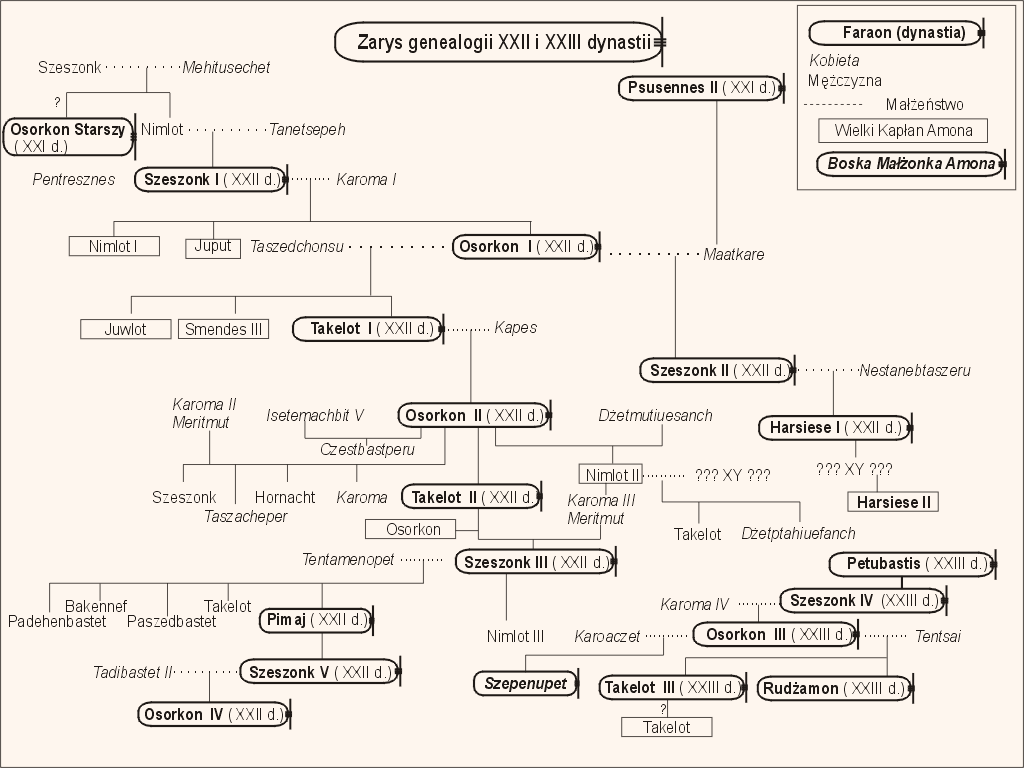
Zarys genealogii XXII i XXIII dynastii

Jak wyglądał podział władzy w Egipcie w Trzecim Okresie Przejściowym 

## Tytulatura
| G5 |

| G5 |

| wsr | s | F9 · F9 |

| wsr | s | F9 · F9 |

| wsr | s | F9 · F9 |

| wsr | s | F9 · F9 |

| G5 |

| G5 |

| wsr | s | F9 · F9 |

| wsr | s | F9 · F9 |

| wsr | s | F9 · F9 |

| wsr | s | F9 · F9 |

| G16 |

| G16 |

| wsr | F9 · F9 |

| wsr | F9 · F9 |

| wsr | F9 · F9 |

| wsr | F9 · F9 |

| G16 |

| G16 |

| wsr | F9 · F9 |

| wsr | F9 · F9 |

| wsr | F9 · F9 |

| wsr | F9 · F9 |

| G8 |

| G8 |

| wsr | F9 · F9 |

| wsr | F9 · F9 |

| wsr | F9 · F9 |

| wsr | F9 · F9 |

| G8 |

| G8 |

| wsr | F9 · F9 |

| wsr | F9 · F9 |

| wsr | F9 · F9 |

| wsr | F9 · F9 |

| M23 · X1 | L2 · X1 |

| M23 · X1 | L2 · X1 |

| ra | O29V | xpr |

| ra | O29V | xpr |

| ra | O29V | xpr |

| ra | O29V | xpr |

| M23 · X1 | L2 · X1 |

| M23 · X1 | L2 · X1 |

| ra | O29V | xpr |

| ra | O29V | xpr |

| ra | O29V | xpr |

| ra | O29V | xpr |

| G39 | N5 |

| G39 | N5 |

| M8 | M8 | nw · q |

| M8 | M8 | nw · q |

| M8 | M8 | nw · q |

| M8 | M8 | nw · q |

| G39 | N5 |

| G39 | N5 |

| M8 | M8 | nw · q |

| M8 | M8 | nw · q |

| M8 | M8 | nw · q |

| M8 | M8 | nw · q |